# North American Review

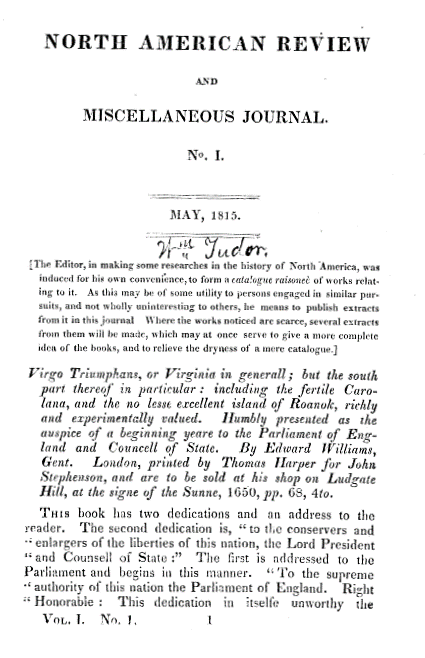
Första numret av North American Review.

North American Review, grundad 1815 i Boston på initiativ av journalisten Nathan Hale, är den äldsta litteraturtidskriften i USA. Bland bidragsgivarna genom åren märks exempelvis  Daniel Webster, John Adams, Henry Wadsworth Longfellow, Francis Parkman, William Dean Howells, Walt Whitman, Henry James (vars The Ambassadors publicerades som följetong), William Gladstone, Joseph Conrad, Abraham Lincoln, Oliver Wendell Holmes, Mark Twain, H.G. Wells, Woodrow Wilson, John Steinbeck, Margaret Atwood, Joyce Carol Oates och Kurt Vonnegut.
Tidskriften gavs ut kontinuerligt fram till 1940, då den upphörde i omständigheterna kring att den dåvarande ägaren Joseph Hilton Smyth avslöjades som japansk agent under Andra världskriget. Utgivningen återupptogs 1964 vid Cornell College, Iowa under poeten Robert Dana och ombesörjs sedan 1968 av University of Northern Iowa i Cedar Falls.